# Okupa

Simbol al mişcării okupa

Okupa sau squat este o mișcare socială care constă în ocuparea unor locuințe sau clădiri nelocuite sau a unor terenuri nefolosite, fără acordul proprietarului legal, cu scopul de a le întrebuința în scopuri locative, agrare, sociale sau culturale. Motivul acestor ocupații abuzive este de a denunța și în același timp de a răspunde problemelor economice ale activiștilor, prin aceste fapte luptând pentru dreptul la locuință.
Mișcarea okupa grupează o mare varietate de ideologii, uneori asociate unei forme de subcultură, care deseori își justifică gestul ca un protest împotriva măsurilor politice, speculațiilor economice, pentru apărarea dreptului la locuință a celor cu probleme sociale. În marea majoritate a legislațiilor țărilor, actele mișcărilor okupa sunt văzute ca o activitate ce încalcă dreptul de proprietate, dar există și unele țări care tolerează în anumite condiții acțiunile activiștilor okupa, când există concesiuni temporare din partea proprietarilor în schimbul păstrării în bună stare de prezervare a clădirilor sau în schimbul unei renumerații. 

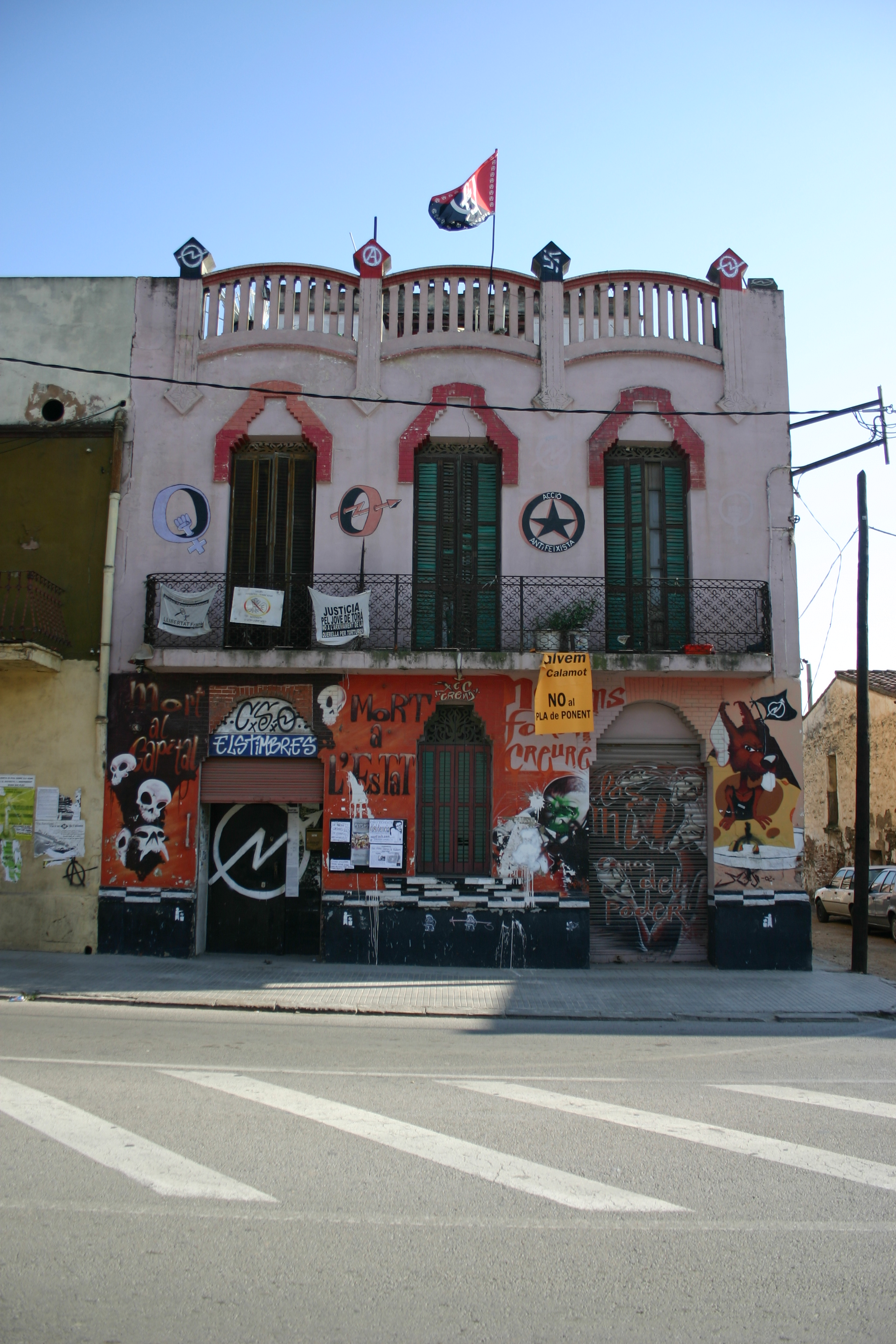
Casă ocupată de activiştii okupa în Catalonia

## Istorie
Ocuparea locuințelor, spațiilor și terenurilor părăsite a existat întotdeauna, dar ca mișcare a luat naștere după 1970 în țări din Europa Apuseană precum Germania, Olanda și Spania și s-a extins în întreaga lume în special în Europa și America Latină.